# ネルスン・ボンド
ネルスン・スレイド・ボンド（Nelson Slade Bond, 1908年11月23日 - 2006年11月4日）はアメリカ合衆国のSF作家・ファンタジー作家。表記はネルソン・ボンドとも。ミドルネームは略されるか、頭文字のみにされることが多い。
彼の作品は主に短編であり、その大半は1930年代と40年代のパルプ・マガジン（『ブルー・ブック』誌など）で発表された。スポーツ小説・犯罪小説も執筆した。彼はまたラジオ、テレビ、舞台劇の脚本も手広く執筆した。ボンドは、代表作のスペース・オペラ「ランスロット・ビッグス」シリーズによって特に記憶されている。ユーモアに関しては定評があり、そのユーモア短編は"The Abduction of Abner Greer"「SF作家失格」など数編が日本語にも翻訳されている。（→#外部リンクの「ネルスン・S・ボンド」等を参照。）

## 生涯
ボンドの両親はカナダのノヴァ・スコシア州の出身だが、彼の誕生する直前にペンシルベニア州スクラントンに移った。一家はその後（第一次大戦の後）に同州フィラデルフィアに再転居した。ボンドは1932年から1934年までウェストバージニア州ハンティントンにあるマーシャル大学に通った。在学中に地方紙への寄稿や学生新聞の編集を行なった。
1934年、在学中に出会った女性と結婚。作家になる決意をする前の短期間は、パブリック・リレーションズのエージェントとしてノヴァ・スコシア地方のために働いた。1935年、ボンドは、数多くの定期刊行物に寄稿する自由契約のノンフィクション作家として出発した。しかし一旦フィクションに転向してからは、ノンフィクションの執筆は不定期となった。彼はまた英領北アメリカ郵便学協会 (British North America Philatelic Society) の理事を勤めた。彼のSFデビュー作は1937年の"Down the Dimensions"で、「アスタウンディング」誌1937年4月に掲載された。
ボンドはテレビとラジオの脚本執筆にも従事した。彼が脚本を書いたラジオ番組にはHot Copy(1943 - 44)やThe Sheriff（1945）などがある。テレビではLux Video Theatre、Studio One、General Motors Theatre、Tales of Tomorrowなどアンソロジー番組の脚本を数多く手がけた。
彼は後に古書販売者としても有名になった。1950年代後期には作家を引退したが、ファンや専門家（最も有名なのはハーラン・エリスン）に励まされて、1995年に新作を発表した。
1998年、アメリカSFファンタジー作家協会はボンドに名誉作家 (Author Emeritus) の称号を与えている。2002年にボンドは私蔵していた文書をマーシャル大学図書館に寄贈した。大学図書館は彼の書斎の複製を作り上げた。
ボンドは心臓疾患の合併症で2006年11月4日に死亡した。98歳の誕生日の約一ヶ月前のことであった。

## 作品リスト

### 長編
- Exiles of Time (1949)
- Lancelot Biggs, Spaceman (1950)
  - 『宇宙人ビッグスの冒険』（亀山龍樹訳、岩崎書店） 1960、1973、1986、2006年 - 主に前半を児童向けに抄訳したもの。06年版は『宇宙飛行士ビッグスの冒険』に改題。
  - 『幽霊衛星テミス』（亀山龍樹訳、岩崎書店） 1962年 - 主に後半を児童向けに抄訳したもの
- That Worlds May Live (2003)

### 短編集
- Mr. Mergenthwirker's Lobblies and Other Fantastic Tales (1946)
- 31st of February (1949)
- No Time Like the Future (1954)
- Nightmares and Daydreams (1968)
- The Far Side of Nowhere (2002)
- Other Worlds Than Ours (2005)

### ノンフィクション
- Postal Stationery of Canada (1953)
- James Branch Cabell: A Complete Checklist (1974)